# Alpine Ski
Alpine Ski (アルパインスキ一?, Arupen Sukī) è un videogioco sportivo arcade di genere sciistico, sviluppato e pubblicato nel 1981 dalla Taito.
Negli anni 2000, questo titolo venne incluso nelle seguenti raccolte videoludiche: Taito Legends 2, Taito Legends Power-Up e Taito Memories Joukan.

## Modalità di gioco
Alpine Ski è una sfida contro i 2 minuti e mezzo di tempo a disposizione per conquistare il miglior punteggio possibile, controllando uno sciatore. I ripetitivi livelli che lo costituiscono sono suddivisi in tre fasi.
Le prime due scorrono in verticale dal basso verso l'alto e si incentrano sulla discesa libera: la prima è puramente semplice, mentre nella seconda bisogna fare slalom tra le bandiere. Tenendo premuto il pulsante si può far aumentare la velocità allo sciatore. La terza e ultima fase (senza timer) prevede di compiere un salto in lungo da una rampa; premendo il pulsante al momento giusto, se la distanza del salto risultasse elevata il punteggio bonus ottenuto sarà maggiore.
Nelle prime due fasi sono raccoglibili anche punteggi di diverso valore, e inoltre, schiantare contro degli ostacoli o un altro sciatore provoca 10 secondi di penalità.

## Musica
Il brano arrangiato ad 8-bit della prima fase di Alpine Ski è il tema d'apertura del film Zwölf Mädchen und ein Mann.